# Pontiac Phoenix
Pontiac Phoenix — компактный автомобиль, выпускавшийся с 1977 по 1984 год подразделением Pontiac компании General Motors. Название Phoenix автомобиль получил в честь феникса, который погибает в огне, вызванном самим собой, и возрождается из пепла. В 1985 году преемником стал Grand Am.

## Первое поколение (1977—1979)
Заднеприводной Pontiac Phoenix был представлен в 1977 году. От предшественника Pontiac Ventura автомобиль отличался радиаторной решёткой, квадратными фарами и жёлтыми задними указателями поворота. Phoenix выпускался в кузовах двухдверное купе, четырёхдверный седан и трёхдверный хетчбэк. Комплектации: базовая и LJ с пакетом опций SJ.

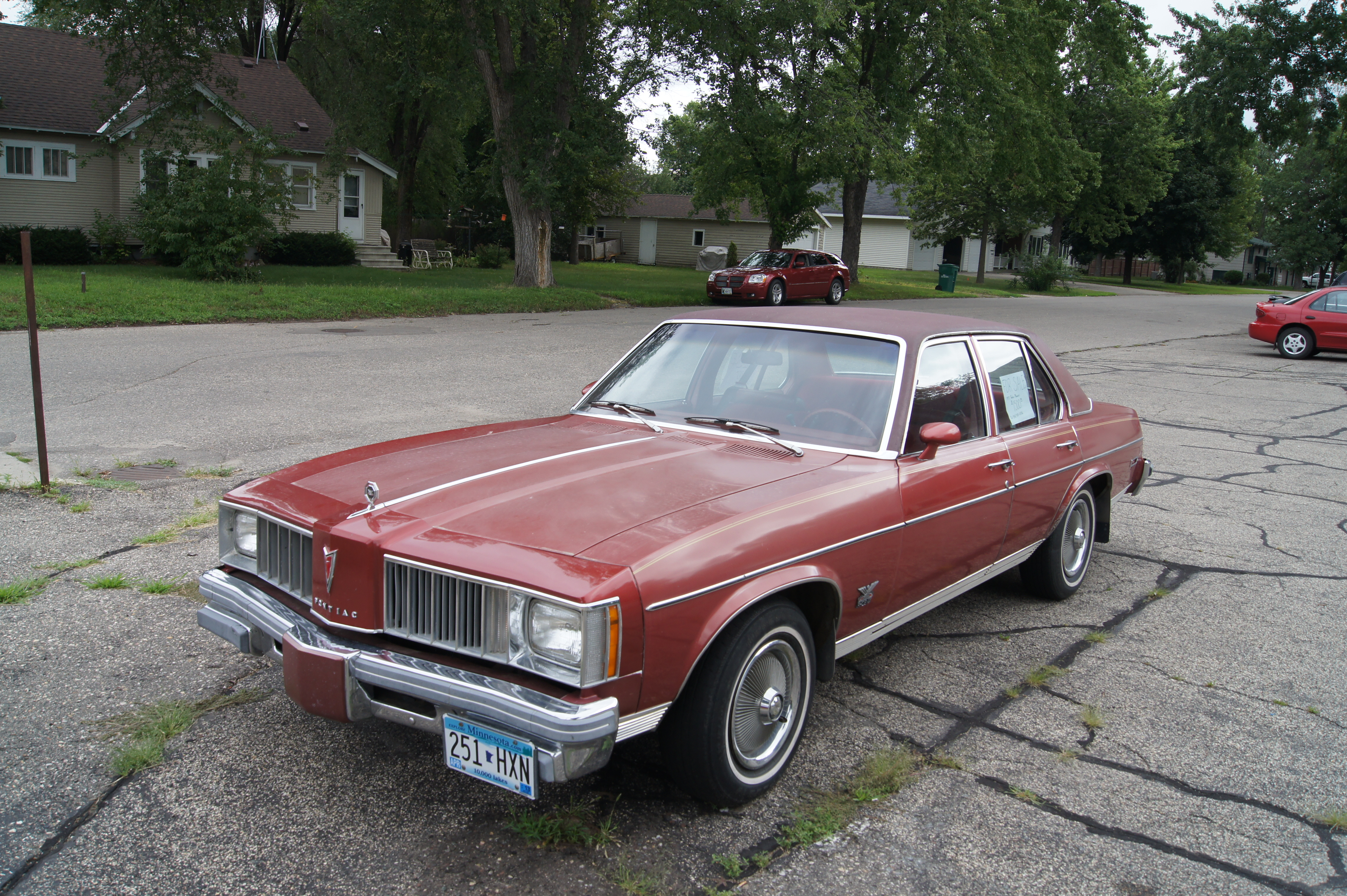
1977 Pontiac Phoenix
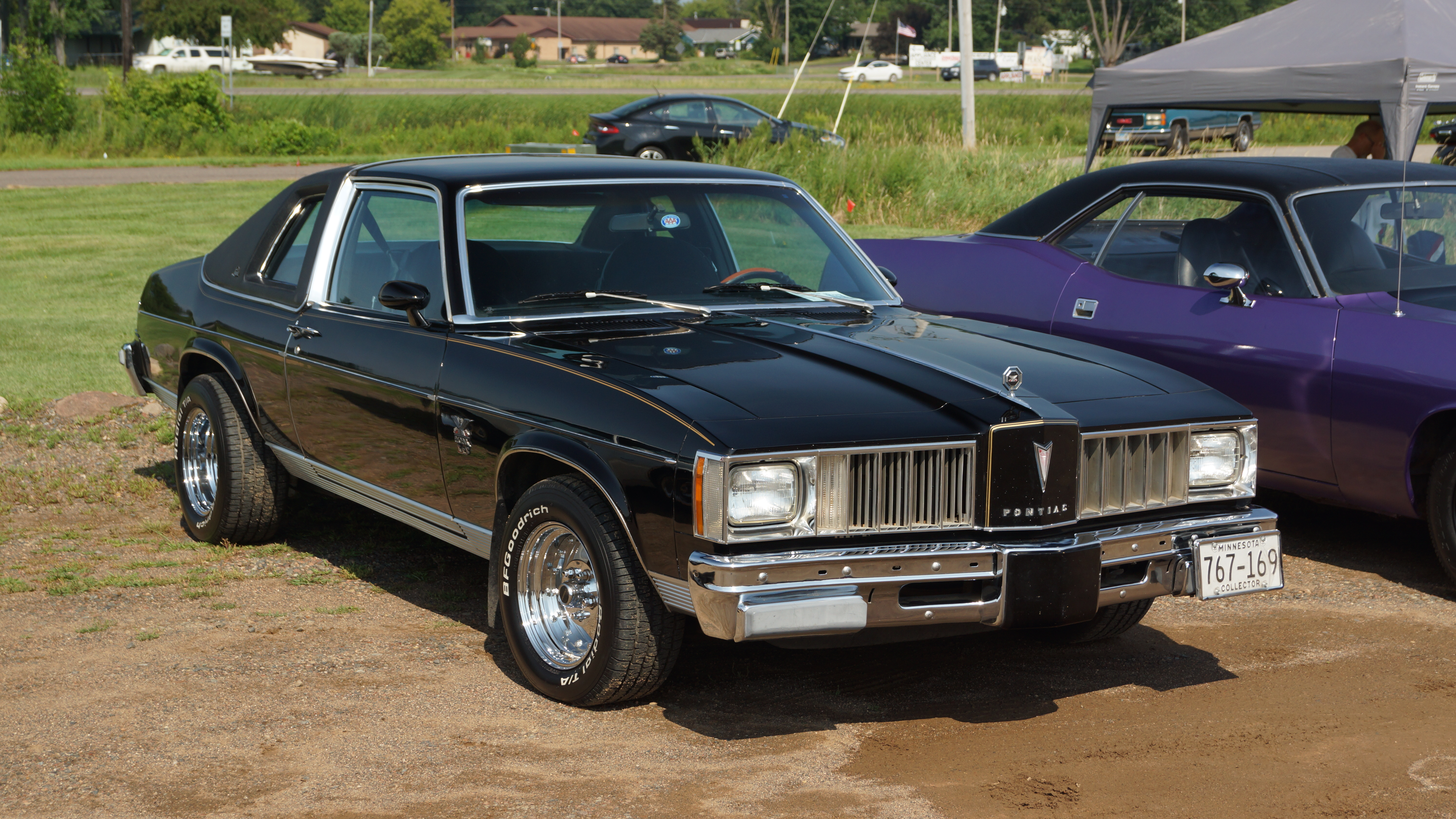
1978 Pontiac Phoenix

## Второе поколение (1980—1984)
В 1980-х годах Pontiac Phoenix был уменьшен в размерах, а компоновка стала переднеприводной. Автомобиль выпускался в кузовах двухдверное купе и пятидверный хетчбэк. В 1983 году экстерьер был обновлён. Комплектации: базовая, LJ (LE), SJ (SE) и PJ.

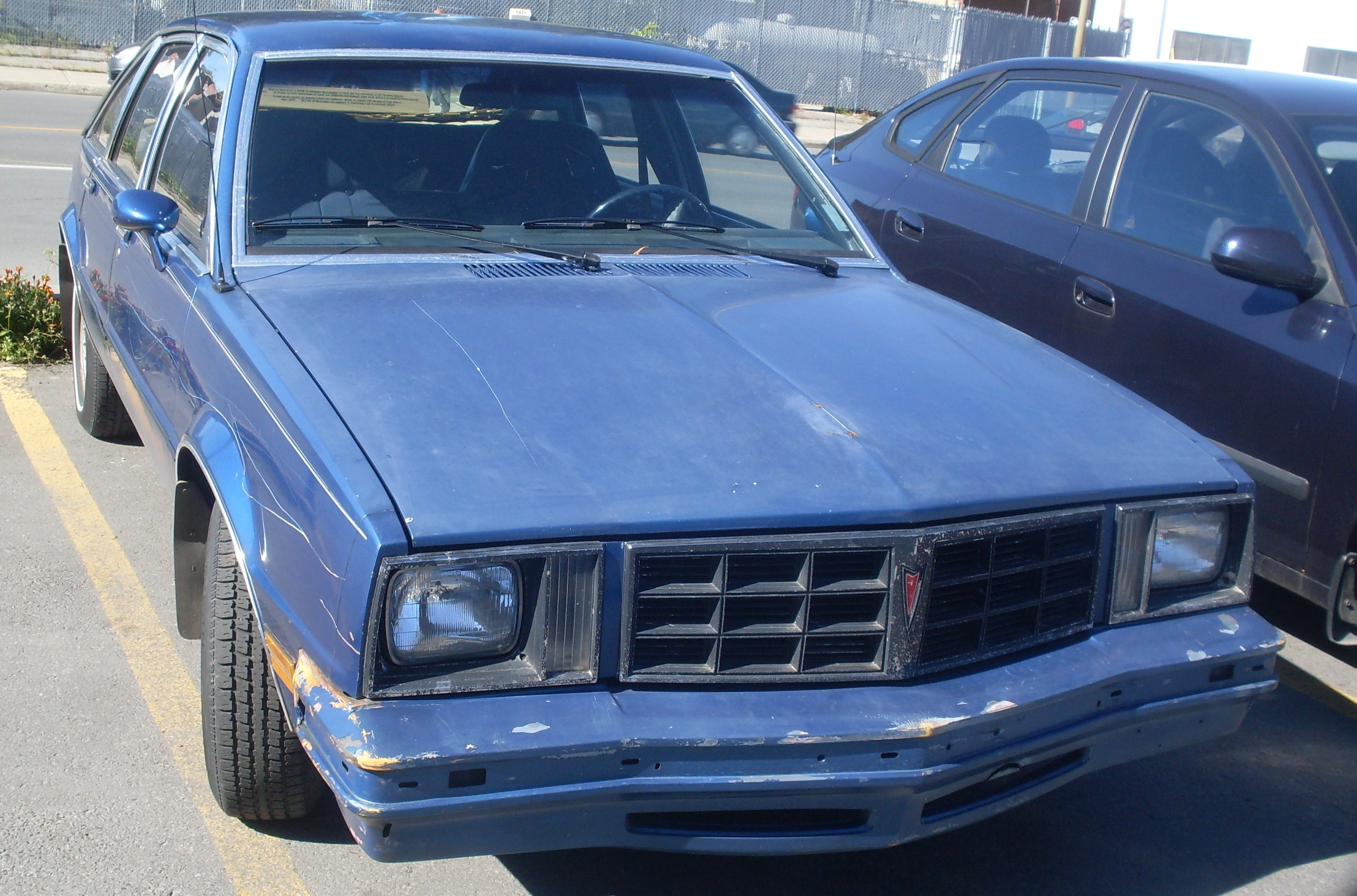
1980 Pontiac Phoenix
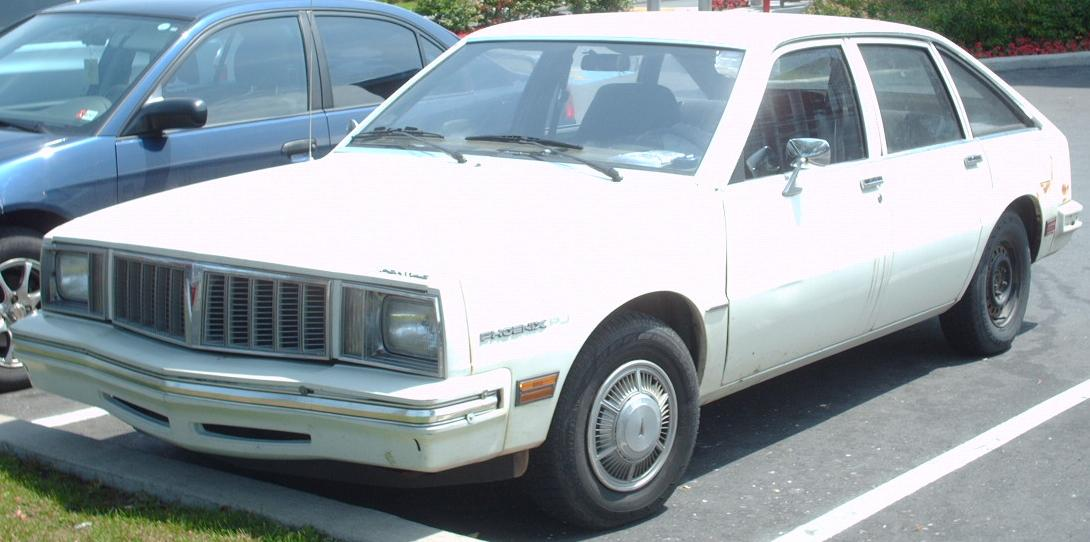
1980—1984 Pontiac Phoenix
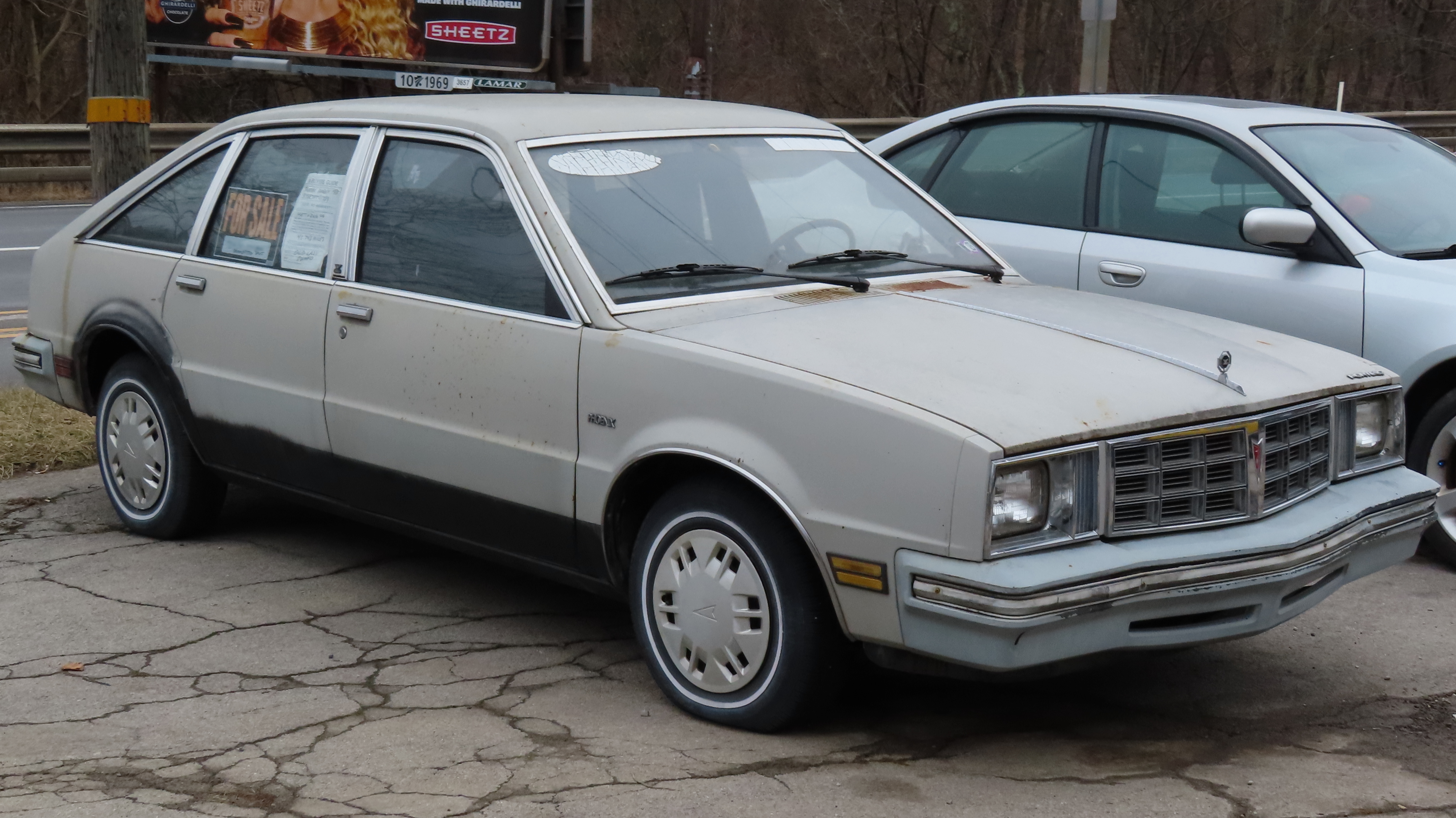
Вид спереди
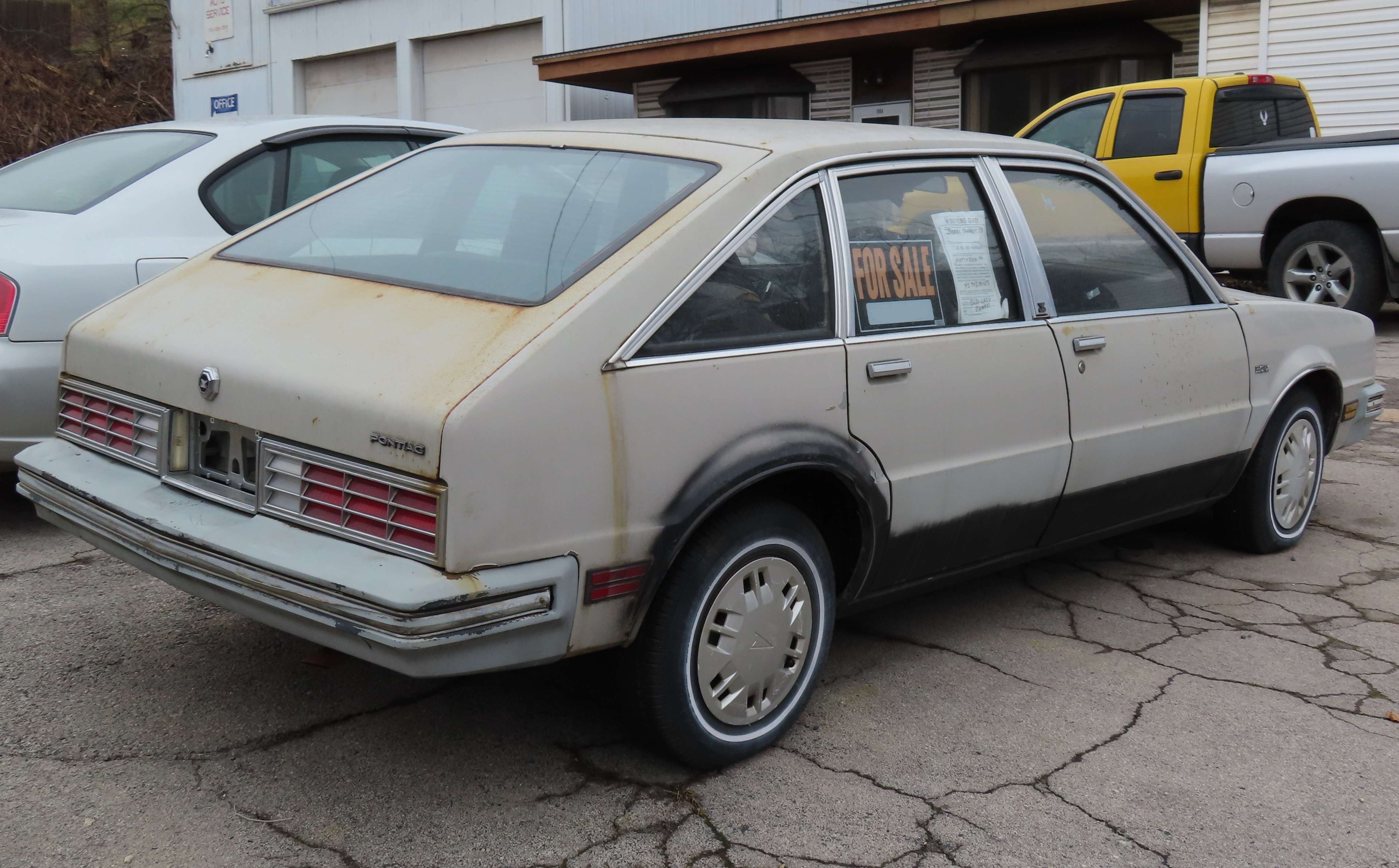
Вид сзади